# Loki (mùa 1)
Phần đầu tiên của loạt phim truyền hình Mỹ - Loki, dựa trên nhân vật cùng tên của Marvel Comic, chứng kiến Loki bị đưa đến Cơ quan quản lý phương sai thời gian (TVA) bí ẩn sau khi đánh cắp khối Tesseract trong sự kiện Avengers: Hồi kết (2019), nhân vật buộc phải giúp bắt một biến thể nguy hiểm của chính mình. Phim lấy bối cảnh trong Vũ trụ Điện ảnh Marvel (MCU), chia sẻ tính liên kết nội dung với các phim điện ảnh và truyền hình của vũ trụ phim. Phần phim được sản xuất bởi Marvel Studios, Michael Waldron là trưởng nhóm biên kịch và Kate Herron đạo diễn.
Ngôi sao Tom Hiddleston đảm nhận vai Loki trong loạt phim cùng với Gugu Mbatha-Raw, Wunmi Mosaku, Eugene Cordero, Tara Strong, Owen Wilson, Sophia Di Martino, Sasha Lane, Jack Veal, DeObia Oparei, Richard E. Grant và Jonathan Majors. Loki được chính thức được xác nhận trong số nhiều phim truyền hình Disney+ đang được Marvel Studios phát triển vào tháng 11 năm 2018, cùng với sự tham gia của Hiddleston. Quá trình quay phim bắt đầu vào tháng 2 năm 2020 tại Atlanta, Georgia nhưng đã bị tạm dừng vào tháng 3 do đại dịch COVID-19. Việc sản xuất tiếp tục vào tháng 9 cùng năm và hoàn thành vào tháng 12. Loạt phim diễn ra sau các sự kiện của bộ phim Avengers: Hồi kết, trong đó một biến thể của Loki đã tạo ra trong một dòng thời gian mới, khác với các sự kiện trong Biệt đội siêu anh hùng (2012). Phần phim thiết lập các sự kiện của các bộ phim MCU như Phù thuỷ tối thượng trong Đa Vũ trụ hỗn loạn (2022) và Người Kiến và Chiến binh Ong: Thế giới Lượng tử (2023).
Phần đầu tiên được công chiếu trên Disney+ vào ngày 9 tháng 6 năm 2021, gồm 6 tập đến ngày 14 tháng 7, phần phim thuộc Giai đoạn 4 của MCU. Phim đã nhận được những đánh giá tích cực, với lời khen ngợi về diễn xuất, âm nhạc và hình ảnh của dàn diễn viên. Phần hai được công bố vào tháng 7 năm 2021.

## Tập phim
| TT. tổng thể | TT. trong mùa phim | Tiêu đề                 | Đạo diễn    | Biên kịch                     | Ngày phát sóng gốc  |
| ------------ | ------------------ | ----------------------- | ----------- | ----------------------------- | ------------------- |
| 1            | 1                  | "Glorious Purpose"      | Kate Herron | Michael Waldron               | 9 tháng 6 năm 2021  |
| 2            | 2                  | "The Variant"           | Kate Herron | Elissa Karasik                | 16 tháng 6 năm 2021 |
| 3            | 3                  | "Lamentis"              | Kate Herron | Bisha K. Ali                  | 23 tháng 6 năm 2021 |
| 4            | 4                  | "The Nexus Event"       | Kate Herron | Eric Martin                   | 30 tháng 6 năm 2021 |
| 5            | 5                  | "Journey into Mystery"  | Kate Herron | Tom Kauffman                  | 7 tháng 7 năm 2021  |
| 6            | 6                  | "For All Time. Always." | Kate Herron | Michael Waldron & Eric Martin | 14 tháng 7 năm 2021 |